# Игнатьево (Рузский городской округ)
Игнатьево — деревня в Рузском районе Московской области, входящая в сельское поселение Колюбакинское. Население 29 человек на 2006 год. До 2006 года Игнатьево входило в состав Краснооктябрьского сельского округа
Деревня расположена на юго-востоке района, на левом берегу Москва-реки, примерно в 19 километрах к юго-востоку от Рузы, высота центра над уровнем моря 149 м. Ближайшие населённые пункты — пгт Тучково на другом берегу реки и Поречье в полукилометре на восток.